# 椿原慶子
椿原 慶子（つばきはら けいこ、1985年10月28日 - ）は、元フジテレビのアナウンサー。

## 来歴・人物
兵庫県神戸市出身。小林聖心女子学院中学校・高等学校、聖心女子大学文学部歴史社会学科卒業。大学在学中はアナウンス研究会に所属。大学卒業後、2008年フジテレビ入社。同期入社のアナウンサーは榎並大二郎、加藤綾子。 漢字検定2級、英語検定2級、秘書検定2級を所持。
2018年10月15日、設備会社、竹村コーポレーション社長の今福浩之と結婚。同年12月22日、挙式・披露宴を行った。2019年3月10日、第1子妊娠を報告。同年8月8日、第1子となる女児を出産。2021年3月、育休から復帰している。2021年8月、第2子女児を出産。2023年8月、育休から復帰。2025年3月31日付をもって後輩の永島優美と共にフジテレビを退職することを明らかにした。退職後は「家族との時間を大切にしつつ、自分のペースで人生を歩みたい」との意向を示している。

## エピソード
- 関西出身ということもあり、プロ野球は阪神タイガースファン。高校野球も大好きなので学生時代は夏になると阪神甲子園球場によく野球観戦で通っていた[8]。

## 担当番組

### 報道・情報番組
| 期間           | 期間          | 番組名               | 役職                   | 担当日           |
| -------------- | ------------- | -------------------- | ---------------------- | ---------------- |
| 2009年9月28日  | 2010年9月28日 | めざにゅ～           | 情報キャスター         | 月・火曜日       |
| 2010年10月4日  | 2011年3月29日 | めざにゅ～           | メインキャスター       | 月・火曜日       |
| 2011年3月28日  | 2012年9月28日 | FNNスーパーニュース  | フィールドキャスター   | 月～金曜日(隔週) |
| 2011年3月28日  | 2012年9月28日 | FNNスーパーニュース  | サブキャスター         | 月～金曜日(隔週) |
| 2012年10月1日  | 2014年3月28日 | FNNスーパーニュース  | フィールドキャスター   | 月～金曜日       |
| 2014年3月31日  | 2015年3月27日 | FNNスーパーニュース  | メインキャスター       | 月～金曜日       |
| 2013年4月7日   | 2019年3月24日 | Mr.サンデー          | アシスタントキャスター | 日曜日           |
| 2015年3月30日  | 2017年9月29日 | みんなのニュース     | メインキャスター       | 月～金曜日       |
| 2017年10月2日  | 2018年3月30日 | THE NEWSα            | メインキャスター       | 月～木曜日       |
| 2018年4月2日   | 2019年3月29日 | FNNプライムニュースα | メインキャスター       | 月～木曜日       |
| 2023年10月15日 | 現在          | ワイドナショー       | 週替わりアシスタント   | 日曜日           |
| 2024年7月20日  | 現在          | 週刊フジテレビ批評   | MC                     | 土曜日           |

### バラエティ・スポーツ・特別番組・単発担当　など
- ビジネスstyle（不定期）
- L!VE MAJOR LEAGUE BASEBALL2008 - アシスタント
- フジアナスタジオ まる生（フジテレビ739、2008年7月26日、8月2日、12月20日、2009年5月2日、10月10日、2010年5月29日、2011年2月27日）
- 絶景日本の健康歩き〜ウオーキングプラス〜 （2008年7月20日、8月3日、10月26日、12月7日、12月14日、12月21日、12月28日、2009年2月1日、2月8日、2010年9月25日、10月2日、12月4日、12月11日）
- フジテレビCS番組ガイド（2008年8月27日 - ）
- フジポッド「つか金フライデー」（2008年8月29日、9月5日配信分）
- BSフジNEWS（2008年11月29日 - 以降不定期）
- 男おばさん　燃えろ!デジタル部（2008年8月5日 - 2010年）
  - 2008年8月5日は、同期入社2人と、アラジン、ジャングルポケット、アイドリング!!!を訪問取材。
  - 2008年10月14日、2008年11月4日は妄想大喜利ミニドラマで、待ち合わせに遅刻してしまって萌えな一言を言う、カプセル部員
- カスペ!「お笑い芸人歌がうまい王座決定戦スペシャル」（第15回2009年5月19日、第16回2009年8月18日、第17回2010年2月9日、第18回2010年6月8日、第19回2010年8月17日） - MC
  - 歴代王者緊急参戦スペシャル（2009年12月8日） - MC
  - 歌うま女王は誰だ!?　歌がうまい王座決定戦 春の大激突スペシャル（2011年3月8日） - MC
  - スピンオフ「そこそこ歌がうまい王座決定戦」（2011年3月5日） - 加藤綾子と共に参加
- FNNニュース - 年末年始特別編成の時に登場。（2011年は12月30日と12月31日の昼と夕方のニュースが担当だった。昼は一人、夕方は男性アナウンサーと2人で担当。）
- 華流ファンタメ（フジテレビTWO、2009年4月28日 - ）
- ペケ×ポン（2009年4月 - ）ペケポン川柳、シャッフルプレスのナレーション
- はねるのトびら「実録スケバン物語 虻川先輩の呼び出し」（2008年5月24日）
- L!VE MAJOR LEAGUE BASEBALL2008「ピッツバーグ・パイレーツ×ニューヨーク・ヤンキース」（BSフジ、2008年6月29日）ほか
- お台場冒険王ファイナルオープニング記念君が来なくちゃ始まらない!みんなでレッツおバカンス!生放送スペシャル（2008年7月19日） - リポーター
- フジテレビCS放送開局10周年大謝恩会〜さんまの今日で53!バースデー生パーティー〜（フジテレビ721・739・CSHD、2008年7月1日）
- FNS27時間テレビ!! みんな笑顔のひょうきん夢列島!!（2008年7月27日）
- FNNスピーク
  - お台場冒険王ファイナルリポーター（2008年7月18日、7月22日、7月24日、7月29日、7月30日、8月28日）
  - 中継リポート（2008年9月29日、以降不定期）
- FNNスーパーニュース（2008年7月30日）- 天気予報代理
- ハピふる!（2008年8月4日 - 8月6日） - 石本沙織休暇代理司会
- 熱血!平成教育学院（2008年8月17日)
- FNNスーパーニュースWEEKEND（2008年8月23日） - 天気予報代理
- プロ野球ニュース（フジテレビ739、2008年8月27日） - サブキャスター代理。平松政次にソフトボール部だった事を聞かれた。
- 脳内エステ IQサプリ（2008年9月13日放送） - サプリ会員、アナウンサー・キャスター軍団
- めざましテレビ（2008年9月18日、9月19日） - お天気キャスター・皆藤愛子の代行
- もしもツアーズ （2008年9月6日、9月20日） - ツアーコンダクター
- もしも（2008年10月17日 - 2009年3月27日、2009年5月13日） - スタジオMC
- アナ★バン!
  - （2008年10月19日 - 2009年10月12日） - MC（慶子おねえさん）
  - （2010年10月17日） - ゲスト
- 超豪華！超激安！今、絶対食べたくなる最強グルメ86連発！（2008年11月18日） - リポーター
- カトパン（2008年12月15日 - 18日、2009年3月31日）
- 感動と興奮をありがとう!2008年スポーツ総決算!!すぽると!感動大賞 SPORT AWARD2008（2008年12月30日） - 石川遼 インタビュアー
- FNS2008年クイズ!（2008年12月31日） - アナウンサーチーム
- 草彅剛の女子アナ2009 女性芸能人とプライドを賭けて戦いますSP（2009年1月12日） - 「女のうるおい対決　肌年齢ランキング」参加。
- 開局50周年特別企画 バラエティルーツの旅・あなたがいたから僕がいる 半世紀大感謝祭!!（第2夜）（2009年2月28日） - 司会
- 開局50周年特別企画 激動!世紀の大事件〜証言者たちが明かす全真相〜（第3夜）（2009年3月1日） - リポーター
- FNS5000番組10万人総出演 がんばった大賞（第12回2009年3月16日、第13回2009年9月14日） - 審査員席リポーター
- TV☆Lab 「千原兄弟プレゼンツ ザ・タイコバン」（2009年3月18日） - MC
- 東京マラソン2009（2009年3月22日） - リポーター
- 森田一義アワー 笑っていいとも!
  - テレフォンショッキング 恒例の新人アナウンサー紹介（2008年7月1日）
  - テレフォンアナウンサー
    - 金曜日担当 ※平井理央が北京オリンピック出張による不在時の代理。 （2008年8月8日、8月15日、8月22日、8月29日）
    - 火曜日担当（2009年3月31日 - 9月29日）
    - 月曜日担当（2009年9月28日 - 2010年9月27日）
- 笑っていいとも!増刊号（2009年4月5日 - 2010年10月3日）
- チャンネルΣ・クイズでコルテオ!（2009年6月20日） - 高橋真麻、中村光宏と共にルーキーチームとして参加
- 情報プレゼンター とくダネ!（2009年7月20日） - お台場合衆国を中継リポート
- 相葉雅紀の夏休みSP　スポ根！サイエンスラボ 〜真相究明・スポーツのナゾ！（2009年7月20日） - 「速く走る秘訣は！？」で体験リポート
- FNSの日26時間テレビ2009 超笑顔パレード爆笑!お台場合宿!!（2009年7月25日-26日） - インフォメーション担当
- フジテレビアナウンサー朗読ライブ『源氏物語・宇治十帖』〜新たな伝説への軌跡に完全密着！〜（フジテレビNEXT、2009年8月7日）
- FNNスーパー選挙2009 審判の日（2009年8月30日、第45回衆議院議員総選挙） - 関西地区遊軍リポーター
- なべあちっ!（2009年9月15日） - 中野美奈子と共にゲストとして登場
- 迷える子羊ちゃん（2009年10月11日、12月23日） - 秘書役
- 知的1級河川 バカの河（2009年12月23日） - アシスタント
- 笑っていいとも!特大号（2009年12月23日） - マリエ、千原ジュニア、DAIGO、斎藤舞子、松尾翠、加藤綾子と共に、AKB48のモノマネを披露
- 金曜プレステージ さんまの笑顔映像グランプリ（第2回2009年12月25日） - 中野美奈子と共に司会
- FNNニュース（2009年12月29日 - 12月31日） - 福原直英と共に、夕方枠のスタジオキャスター
- もしも（2010年1月4日、4月8日、7月1日） - スタジオMC
- めざましテレビ
  - 情報キャスター（エンタメ）（2010年1月11日）皆藤愛子の代行
  - 情報キャスター（ニュース）（2010年5月3日、5月4日、8月30日、8月31日）生野陽子の代行
  - ショクダイオオコンニャク開花中継（2010年7月19日、23日）
- 草彅剛の女子アナ2010
  - 人気芸人が女子アナを丸ハダカSP（2010年1月12日）
  - 人気芸人が女子アナの素顔を暴きますSP（2010年7月13日）
- サーカスレストラン「ルナ・レガーロ」開幕間近！鉄人の究極料理と超人サーカスの夢の競宴小倉智昭も大絶賛SP（2010年3月13日） - 佐藤里佳と共にリポート
- FNS5000番組10万人総出演 がんばった大賞（第14回2010年3月15日） - 審査員席リポーター
- 笑っていいとも!春・秋の祭典スペシャル（2010年4月12日） - 進行
- もしもツアーズ （2010年6月26日） - ツアーコンダクター
- チャンネルα・「人気ドラマキャストの挑戦!! 〜アジア最強マジシャンのトリックを見破れ〜」（2010年7月10日）
- チャンネルΣ・お台場合衆国突入スペシャル（2010年7月17日）
- FNSの日26時間テレビ2010 超笑顔パレード絆/爆笑 お台場合宿!（2010年7月24日-25日） - 駅伝リポーター
- FNNスピーク（2010年7月29日）島田彩夏の代行
- ニュースJAPAN（2010年8月19日、20日）秋元優里の代行
- めちゃイケ（2010年8月21日）
- 健康チャンネルズ（2010年12月4日）
- 土曜α「FNS歌謡祭完全ガイド 直前リハーサル生中継」（2010年12月4日） - 生野陽子と共に司会
- 明石家さんまの爆笑日本列島笑っちゃったニュース2010（2010年12月27日） - 中野美奈子と共に司会
- FNNニュース（2010年12月28日、12月29日） - 福原直英と共に、夕方枠のスタジオキャスター
- ノ〜ビル賞（2011年1月9日） - 佐野瑞樹と共に司会
- 草彅剛の女子アナ★2011人気芸人がメッタ斬りSP!!（2011年1月13日）
- ピカルの定理（2011年2月23日）
- ドレミファドン!最強イントロ王決定戦（2011年2月27日） - ドレミナビゲーター（司会）
- ニュースJAPAN（2011年8月22日 - 26日）秋元優里夏期休暇の代行
- 草彅剛の女子アナ☆2011 フジテレビ愛は本当にあるのか!!?ガチ検証SP（2011年9月13日）
- 草彅剛の女子アナSP2012（2012年10月15日）
- FNN総選挙2012 ニッポンの決意 JAPAN'S DECISION（2012年12月16日、第46回衆議院議員総選挙） - 開票速報キャスター
- 記者VSワル（2012年12月27日） -ナビゲーター
- 草彅剛の女子アナスペシャル2013（2013年1月7日）
- BSフジLIVE プライムニュース（2013年9月20日） - 島田彩夏の代行
- ＜祝！2020東京決定SP＞東京五輪夢と奇跡の物語（2013年12月31日） - 司会
- 安藤優子とはっちぃの発見!お台場新大陸（2014年7月28日）
- FNN衆院選2014 THE SENKYO 〜ニッポンをしゃべり倒す!〜（2014年12月14日、第47回衆議院議員総選挙） - 開票速報キャスター
- 大みそか列島縦断LIVE景気満開テレビ2014（2014年12月31日） - 進行
- 「直撃LIVE グッディ!」＆「みんなのニュース」大プレゼン大会（2015年3月22日）
- 新発見!TV大事件50年史 運命を変えた衝撃の瞬間（2015年4月3日） - ゲスト
- ぽかぽか（2024年2月29日） - 木曜担当の原田葵の代理[9]

## マスコミ媒体への登場
- 『B.L.T.』 アナウンサー・リレー連載 関東版 2009/12/17発売号（2月号）、2013/3/23発売号（5月号）
- 『アナグラ IV』 日刊スポーツ連載写真コラム 2010年7月 - 8月（5回）
- 『TVガイドPERSON vol.19』 2014年3月

## 同期入社
- 加藤綾子
- 榎並大二郎